# Mads Glæsner
Mads Glæsner (Tårnby, 18 ottobre 1988) è un ex nuotatore danese.
Specializzato nelle gare di lunga distanza di stile libero, ha partecipato alle Olimpiadi di Pechino 2008 ottenendo i seguenti risultati: 12º nei 400 m sl e 14º nei 1500 m sl.
Il 17 giugno 2013 viene squalificato per tre mesi in seguito alla positività alla metanfetamina riscontrata nelle analisi effettuate ai Campionati mondiali in vasca corta 2012 di Istanbul, perdendo inoltre la medaglia d'oro e la medaglia di bronzo vinte rispettivamente nei 1500 metri e 400 metri stile libero. Il 4 febbraio 2013 il Tribunale Arbitrale dello Sport revoca la squalifica, restituendo le medaglie.

## Palmarès
- Mondiali in vasca corta

Dubai 2010: argento nei 1500m sl.
Istanbul 2012: oro nei 1500m sl e bronzo nei 400m sl.
- Europei in vasca corta:

Fiume 2008: bronzo nei 400m sl.
Istanbul 2009: bronzo nei 400m sl e nei 1500m sl.
Stettino 2011: argento nei 400m sl e 1500m sl.